# Nerocila heterozota
Nerocila heterozota es una especie de crustáceo isópodo marino del género Nerocila, familia Cymothoidae. Fue descrita científicamente por Ahmed en 1970.

## Distribución
Esta especie se encuentra en Irak y el occidente del Indo-Pacífico.